# 落合美和子
落合美和子（おちあい みわこ 1965年12月27日 - ）は、ソプラノ歌手。現代曲や室内楽の演奏会に数多く出演している。
現在、桐朋学園大学音楽学部声楽講師、名古屋音楽学校講師として、後進の指導にあたる。二期会会員。　

## 経歴・人物
3歳より名古屋音楽学校にてソルフェージュ及びピアノを始める。
愛知県立明和高等学校音楽科を経て、桐朋学園大学音楽学部演奏学科声楽専攻卒業及び研究科3年終了。
二期会オペラスタジオ35期終了後、イタリア、モデナ市でアリゴポーラ、カナダ、トロント市でスチェアートハミルトンに師事。
カナダ首都オタワ市において、日本大使館主催の日加国交75周年記念のソロリサイタルを行った。
帰国後、演奏活動を続けながら指導者としての道を開く。
現在、桐朋学園大学音楽学部に於いて、高校音楽科、大学、大学院で声楽専攻の実技指導を行う。
2011年から2016年には千葉県立幕張総合高校合唱部のボイストレーナーを務める。その経験を活かし、社会活動の一環として、昨年度から私立昭和学院小学校に於いて合唱指導に携わっている。

二期会会員
NATS（全米声楽指導者協会正会員）
落合美和子の声楽レッスン　ホームページ
https://www.miwakoochiai.com/